# Torneo Nacional Interprovincial
El Torneo Nacional Interprovincial es un torneo de fútbol organizado por la Asociación Nacional de Fútbol para los equipos de las provincias de los departamentos de Bolivia. El primer torneo se organizó en 2011, con JV Mariscal como campeón.

## Historia
El 2011, la ANF aprobó la realización del torneo, con la participación de equipos de provincia.

## Formato
Los equipos participantes se determinan por medio de torneos clasificatorios de cada uno de los nueve departamentos de Bolivia, además, se suman los campeones locales de las sedes elegidas. El torneo se divide en dos series, cada una con cinco equipos. El líder de cada grupo clasifica al partido final para definir al campeón; ambos clasifican al Nacional B.

## Clubes participantes 2019
| Equipo                                    | Municipio             | Provincia              | Departamento |
| ----------------------------------------- | --------------------- | ---------------------- | ------------ |
| Club Deportivo Real Candua                | Monteagudo            | Hernando Siles         | Chuquisaca   |
| Fútbol Club Universitario de Vinto        | Vinto                 | Quillacollo            | Cochabamba   |
| Club Deportivo Fortaleza                  | Yacuiba               | Gran Chaco             | Tarija       |
| Club San Juan                             | San Miguel de Velasco | José Miguel de Velasco | Santa Cruz   |
| Club Atlético Independiente de Challapata | Challapata            | Abaroa                 | Oruro        |
| Club Deportivo A&B                        | Riberalta             | Vaca Díez              | Beni         |
| Club Deporitvo San Joaquìn Gota de Oro    | Guayaramerín          | Vaca Díez              | Beni         |
| Club de Fútbol Deportivo Gremio           | Uncía                 | Rafael Bustillo        | Potosí       |
| Club Alianza F.B.C Colquiri               | Colquiri              | Inquisivi              | La Paz       |

## Historial
| N.º | Temporada   | Campeón                                          | Subcampeón                        |
| --- | ----------- | ------------------------------------------------ | --------------------------------- |
| 1   | 2011        | JV Mariscal de El Alto                           | Juventud Unida de Pocitos         |
| 2   | 2012        | Municipalidad de Yacuiba                         | San José de Pailón                |
| 3   | 2013        | Municipalidad de Porvenir                        | San Joaquín de Guayaramerín       |
| 4   | 2014        | Quebracho                                        | San Juan de San Miguel de Velasco |
| 5   | 2015        | Atlético San Borja                               | 23 de marzo                       |
| 6   | 2016        | Quebracho                                        | Universitario de Vinto            |
| 7   | 2017        | Quebracho                                        | Universitario de Vinto            |
| 8   | 2018        | Universitario de Vinto Juventud Unida de Pocitos | No hubo                           |
| 9   | 2019        | San Joaquín de Guayaramerín Fortaleza de Yacuiba | No hubo                           |
| -   | 2020 - 2023 | No se disputó                                    | No se disputó                     |

#### Títulos por equipo
| Club                              | Títulos | Subtítulos | Años campeón     | Años subcampeón |
| --------------------------------- | ------- | ---------- | ---------------- | --------------- |
| Quebracho                         | 3       | -          | 2014, 2016, 2017 | ----            |
| Universitario de Vinto            | 1       | 2          | 2018             | 2016, 2017      |
| San Joaquín de Guayaramerín       | 1       | 1          | 2019             | 2013            |
| Juventud Unida de Pocitos         | 1       | 1          | 2018             | 2011            |
| JV Mariscal de El Alto            | 1       | -          | 2011             | ----            |
| Municipalidad de Porvenir         | 1       | -          | 2013             | ----            |
| Municipalidad de Yacuiba          | 1       | -          | 2012             | ----            |
| Atlético San Borja                | 1       | -          | 2015             | ----            |
| Fortaleza de Yacuiba              | 1       | -          | 2019             | ----            |
| San José de Pailón                | -       | 1          | ----             | 2012            |
| San Juan de San Miguel de Velasco | -       | 1          | ----             | 2014            |
| 23 de marzo                       | -       | 1          | ----             | 2015            |

## Clasificación general
| Pos. | Equipo                               | Departamento | Part. | Tít. | Pts. |
| ---- | ------------------------------------ | ------------ | ----- | ---- | ---- |
| 1.º  | Juventud Unida Yacuiba               | Tarija       | 4     | 1    | 35   |
| 2.º  | Quebracho Villamontes                | Tarija       | 3     | 3    | 34   |
| 3.º  | Universitario de Vinto               | Cochabamba   | 4     | 1    | 34   |
| 4.º  | San Joaquín Gota de Oro Guayaramerín | Beni         | 4     | 1    | 27   |
| 5.º  | Atlético San Borja                   | Beni         | 3     | 1    | 24   |
| 6.º  | San José Pailón                      | Santa Cruz   | 2     | 0    | 17   |
| 7.º  | Azanaque Challapata                  | Oruro        | 3     | 0    | 17   |
| 8.º  | Challapata Oruro                     | Oruro        | 4     | 0    | 16   |
| 9.º  | San Juan de San Miguel de Velasco    | Santa Cruz   | 2     | 0    | 16   |
| 10.º | Municipalidad Porvenir               | Pando        | 3     | 1    | 14   |
| 11.º | Municipalidad Yacuiba                | Tarija       | 1     | 1    | 12   |
| 12.º | Fortaleza Yacuiba                    | Tarija       | 1     | 1    | 12   |
| 13.º | Normal de Portachuelo                | Santa Cruz   | 1     | 0    | 12   |
| 14.º | Universitario Bermejo                | Tarija       | 1     | 0    | 12   |
| 15.º | A&B Riberalta                        | Beni         | 2     | 0    | 12   |
| 16.º | Real Candúa Monteagudo               | Chuquisaca   | 2     | 0    | 12   |
| 17.º | América Villazón                     | Potosí       | 4     | 0    | 10   |
| 18.º | Defensores del Chaco Muyupampa       | Chuquisaca   | 2     | 0    | 10   |
| 19.º | Seminario de San Ignacio de Velasco  | Santa Cruz   | 1     | 0    | 10   |
| 20.º | Comercio Bermejo                     | Tarija       | 1     | 0    | 9    |
| 21.º | Quiroga Quillacollo                  | Cochabamba   | 1     | 0    | 9    |
| 22.º | JV Mariscal El Alto                  | La Paz       | 1     | 1    | 8    |
| 23.º | 23 de Marzo Llallagua                | Potosí       | 1     | 0    | 7    |
| 24.º | Sport Bermejo                        | Tarija       | 1     | 0    | 7    |
| 25.º | The Strongest Guayaramerín           | Beni         | 1     | 0    | 7    |
| 26.º | 24 de Septiembre Portachuelo         | Santa Cruz   | 1     | 0    | 6    |
| 27.º | Itagui Padilla                       | Chuquisaca   | 2     | 0    | 5    |
| 28.º | Las Piedras Puerto Moreno            | Pando        | 1     | 0    | 4    |
| 29.º | Santa Rosa Uriondo                   | Tarija       | 1     | 0    | 4    |
| 30.º | Real Monteagudo                      | Chuquisaca   | 1     | 0    | 3    |
| 31.º | Palmeiras Pucarani                   | La Paz       | 1     | 0    | 3    |
| 32.º | Ferroviario Tupiza                   | Potosí       | 1     | 0    | 3    |
| 33.º | 20 de Diciembre Quillacollo          | Cochabamba   | 1     | 0    | 3    |
| 34.º | Gremio Uncía                         | Potosí       | 1     | 0    | 3    |
| 35.º | 31 de Octubre Inquisivi              | La Paz       | 1     | 0    | 2    |
| 36.º | Independiente Yacuiba                | Tarija       | 1     | 0    | 2    |
| 37.º | Abaroa Camargo                       | Chuquisaca   | 2     | 0    | 1    |
| 38.º | Caracollo                            | Oruro        | 1     | 0    | 1    |
| 39.º | Huracán Tupiza                       | Potosí       | 1     | 0    | 1    |
| 40.º | Tiquipaya FC                         | Cochabamba   | 1     | 0    | 1    |
| 41.º | Muyurina Montero                     | Santa Cruz   | 1     | 0    | 1    |
| 42.º | Amigos Desaguadero                   | La Paz       | 1     | 0    | 1    |
| 43.º | Gremio Llallagua                     | Potosí       | 1     | 0    | 1    |
| 44.º | Deportivo Trópico Carrasco           | Cochabamba   | 1     | 0    | 1    |
| 45.º | Alianza Colquiri                     | La Paz       | 3     | 0    | 1    |
| 46.º | Independiente Challapata             | Oruro        | 1     | 0    | 0    |
| 47.º | Sporting Mallasa Mecapaca            | La Paz       | 1     | 0    | 0    |
| 48.º | Economía Uncía                       | Potosí       | 1     | 0    | 0    |

- Actualizado hasta el Torneo Interprovincial 2019